# یری (خواننده)
کیم یه-ریم (به کره‌ای: 김예림) (زادهٔ ۵ مارس ۱۹۹۹) که با نام هنری یِری (به کره‌ای: 예리) شناخته می‌شود، یک خوانندهٔ و ترانه‌سرای اهل کره جنوبی است. او عضو گروه موسیقی رد ولوت است.

## اوایل زندگی
کیم یه-ریم در ۵ مارس ۱۹۹۹، در شهر سئول کرهٔ جنوبی متولد شد. او سه خواهر کوچک‌تر دارد.